# Maille (Einheit)
Die Maille war ein französisches Gold- und Silbergewicht. Das Maß ist auch als Troy-Mark-Gewicht bekannt. Es war auch in der Schweiz, später in den Niederlanden und Belgien gebräuchlich, aber mit anderen Gewichtswerten (schwerer). Ausgang soll das Maß in der Stadt Troyes genommen haben. Die alte französische Troy-Mark rechnete man mit 4608 Grains zu je 0,053 Gramm/Grain.
- 1 Maille = 2 Felins = ½ Esterlin  = 14 2/5 Grains = 0,7632 Gramm

Die wenig gebräuchliche Maßkette war
- 1 Esterlin = 2 Maillos = 4 Felin = 28 1/5 Grains
- 5 Maille = 1 Gros
- 40 Maille = 1 Unze
- 320 Maille = 1 Troy-Mark